# Пекко
Пекко (італ. Pecco, п'єм. Pech) — муніципалітет в Італії, у регіоні П'ємонт, метрополійне місто Турин.
Пекко розташоване на відстані близько 550 км на північний захід від Рима, 45 км на північ від Турина.
Населення — 213 осіб (2014).
Щорічний фестиваль відбувається 2 липня. Покровитель — San Martiniano.

## Демографія
Населення за роками:

Станом на 31 грудня 2014 року в муніципалітеті офіційно проживали 3 іноземці з 3 країн, серед них 2 громадяни країн Євросоюзу.

## Сусідні муніципалітети
- Аліче-Суперіоре
- Луньякко
- Руельйо
- Вістроріо